# امامزاده زید ابوالحسن الحسینی
امامزاده زید ابوالحسن الحسینی مربوط به سدهٔ ۸ ه‍.ق است و در ورامین، خیابان زید ابوالحسن الحسینی ورامینی واقع شده و این اثر در تاریخ ۴ خرداد ۱۳۸۴ با شمارهٔ ثبت ۱۱۷۶۷ به‌عنوان یکی از آثار ملی ایران به ثبت رسیده‌است. این بنا در دههٔ ۱۳۹۰ خورشیدی تخریب و ساختمان دیگری جای آن ساخته شده‌است.